# Organosírové sloučeniny

methanethiol neboli methylmerkaptan

Organosírové sloučeniny jsou organické sloučeniny obsahující síru. Patří sem především různé thiosloučeniny, jako jsou thioethery, thioestery, dále sirné deriváty uhlovodíků (thioly, thiofenoly, sulfonové kyseliny).

## Příklady

### Thioly
- Methylmerkaptan
- Ethylmerkaptan

### Sulfonové kyseliny
- Kyselina sulfonová
- Dodecylsíran sodný
- Laurethsulfát sodný